# Опицвет
Опицвет (болг. Опицвет) — село в Болгарии. Находится в Софийской области, входит в общину Костинброд. Население составляет 489 человек (2022).

## Политическая ситуация
В местном кметстве Опицвет, в состав которого входит Опицвет, должность кмета (старосты) исполняет Стефчо Миланов Алексов (коалиция в составе 3 партий: Демократическая партия (ДП), Союз демократических сил (СДС), МЕСТНА КОАЛИЦИЯ ЗА КОСТИНБРОД СДС) по результатам выборов правления кметства.
Кмет (мэр) общины Костинброд — Красимир Вылов Кунчев (Болгарская социалистическая партия (БСП)) по результатам выборов в правление общины.